# Stolperstein in Sachsenheim
Der Stolperstein in Sachsenheim ist Frida Hartmann gewidmet, einem Opfer der Aktion T4. Der Stolperstein liegt in der Stadt Sachsenheim im Landkreis Ludwigsburg in Baden-Württemberg. Stolpersteine werden vom Kölner Künstler Gunter Demnig in weiten Teilen Europas verlegt. Sie erinnern an das Schicksal der Menschen, die von den Nationalsozialisten ermordet, deportiert, vertrieben oder in den Suizid getrieben wurden und liegen im Regelfall vor dem letzten selbstgewählten Wohnsitz des Opfers.
Der bislang einzige Stolperstein in Sachsenheim wurde am 22. November 2011 vom Künstler persönlich verlegt.

## Stolperstein
| Stolperstein | Inschrift | Verlegeort                      | Name, Leben |
| ------------ | --- | ------------------------------- | --- |
|              | HIER WOHNTE FRIDA HARTMANN JG. 1916 EINGEWIESEN HEILANSTALT MARIABERG 'VERLEGT' 13.12.1940 ERMORDET 13.12.1940 GRAFENECK AKTION T4 | Kleinsachsenheim, Bergstraße 13 | Frida Friederike Hartmann wurde am 16. Oktober 1916 in Kleinsachsenheim geboren. Sie lebte im Heil- und Pflegeheim Mariaberg, welches 1847 als Heilanstalt für schwachsinnige Kinder gegründet worden war. Sie wurde am 13. Dezember 1940 in der Tötungsanstalt Grafeneck ermordet. Die Tötung erfolgte durch das NS-Regime im Zuge der Aktion T4. Es war der Tag der letzten Tötungen in Grafeneck. |

## Verlegung
- 22. November 2011

## Weblink
- Chronik der Stolpersteinverlegungen auf der Website des Projekts von Gunter Demnig